# Lucía Méndez

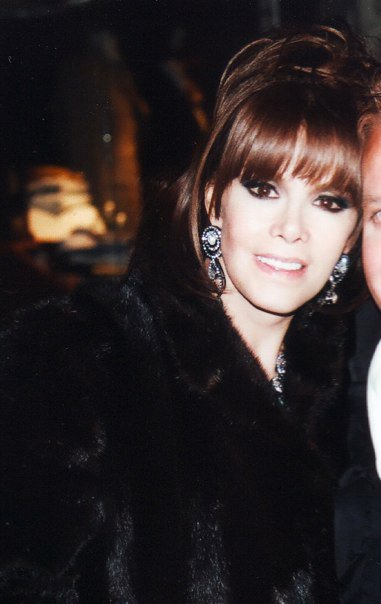
Lucía Méndez (2012)

Lucía Leticia Méndez Pérez (* 26. Januar 1955 in León, Guanajuato, Mexiko) ist eine mexikanische Schauspielerin, Sängerin und Model.

## Leben
International bekannt wurde Lucía Méndez durch die Verkörperung von Raquel Samaniego Silva an der Seite von Andrés García in der mexikanischen Telenovela Ruf des Herzens (Tú o nadie), die in Lateinamerika und Spanien sehr populär war. Sie spielte Hauptrollen in zahlreichen mexikanischen Telenovelas, so z. B. 1978 Viviana Lozano in Viviana und 1992 Marielena Muñoz in Marielena.
1984 war sie die erste und bisher einzige mexikanische Schauspielerin, deren Wachsfigur im Hollywood-Wax-Museum aufgestellt wurde. Lucía Méndez ist zudem eine erfolgreiche Sängerin, deren Platten über 10 Millionen Mal verkauft wurden.
Von 1988 bis 1996 war sie mit Pedro Torres verheiratet, mit dem sie ein gemeinsames Kind hat, Pedro Antonio Torres Méndez. Am 28. Februar 2004 heiratete Méndez Arturo Jordán. Drei Jahre später wurde diese Ehe am 15. März 2007 geschieden.
2015 bekam sie neben Salma Hayek einen Stern auf dem Paseo de la Luminarias (Walk of Fame) in Mexiko-Stadt.

## Filmografie (Auswahl)

### Telenovelas
- 1972: Muchacha italiana viene a casarse
- 1973: Cartas sin destino
- 1973: La maestra Mendez
- 1974: La tierra
- 1975: Paloma
- 1976: Mundos opuestos
- 1978: Viviana
- 1980: Colorina
- 1982: Vanessa
- 1985: Ruf des Herzens (Tú o nadie; Telenovela, 60 Folgen)
- 1988: El extraño retorno de Diana Salazar
- 1990: Amor de nadie
- 1992: Marielena
- 1994: Señora tentación
- 1998: Tres veces Sofía
- 2000: Golpe bajo
- 2007: Amor sin maquillaje
- 2009: Mi pecado
- 2010: Llena de amor
- 2011: Esperanza del corazón

## Diskografie

### Singles
- 1975: Siempre estoy pensando en ti
- 1976: Frente a frente
- 1977: La sonrisa del año
- 1977: Presentimiento
- 1978: Viviana
- 1979: Sé feliz/Amor de madrugada
- 1980: Regálame esta noche
- 1982: Cerca de ti
- 1983: Enamorada
- 1984: Sólo una mujer
- 1985: Te quiero
- 1986: Castígame
- 1988: Mis íntimas razones
- 1989: Lucía es Luna morena
- 1991: Bésame
- 1993: Se prohíbe
- 1994: Señora tentación
- 1998: Todo o nada
- 1999: Dulce romance
- 2004: Vive
- 2007: Malinche
- 2009: Mis grandes éxitos: Otra vez enamorada...con un nuevo amanecer
- 2010: Lucía Méndez canta un homenaje a Juan Gabriel
- 2014: Te vas o te quedas
- 2015: Bailan
- 2017: En escena en vivo

### Alben
- 1983: Los grandes éxitos de Lucía Méndez
- 1986: Lo mejor de Lucía Méndez
- 1993: Mis 30 mejores canciones
- 1994: Personalidad Lucía Méndez 20 éxitos Sony-México
- 1996: Colección original
- 1997: A petición del público
- 1999: Sucesos musicales
- 2001: 100 Años de música
- 2003: Ellas cantan así
- 2006: Canciones de amor
- 2007: Las número 1

## Auszeichnungen
- 1987: Mister Amigo[4]
- 2005: Soberano Award[5]
- 2010: Reina del Mariachi
- 2011: Bronze-Replik ihrer Hand[6]
- 2014: Frau des Jahres[7]